# Kerék-hegyi-gejzírüreg
A Kerék-hegyi-gejzírüreg rombarlang, amely a Tihanyi-félszigeten, a Balaton-felvidéki Nemzeti Park területén található.

## Leírás
A rombarlang a Kerék-hegy É-i előterében lévő, összedöntött forráskúpok egyikében, kb. 185 m tengerszint feletti magasságban található.
Jelenleg a forráskúpból és annak barlangjából csak az ÉNy-i fal maradt meg, az is csak részben. Ettől DK felé, nagyjából kör formájú mélyedés jelzi a kürtő helyét. A 2,5 m magas falmaradványban két üstszerű oldásos mélyedést lehet még felismerni. Jelentőségét vesztett barlangrom, amin egy feltárás sem változtatna sokat.
Névkeveredés van, mert a Kerék-hegyet többen a Cser-hegy részeként mutatták be, térképeken és írásokban is. 1987-ben volt először Kerék-hegyi-gejzírüregnek nevezve a rombarlang az irodalmában. Előfordul az üreg az irodalmában 2/1-barlang (Eszterhás 1984), Cser-hegyi-forráskürtő (Eszterhás 1984), Cser-hegyi gejzirkup ürege (Eszterhás 1984), Cserhegyi gejzirkúp ürege (Bertalan 1976), Cser-hegyi gejzírkúp ürege (Kordos 1984) és Kerék-hegyi-gejzirüreg (Eszterhás 1983) neveken is.

## Kutatástörténet
Elsőként Halász Árpád (1959, 1960, 1967) írta le az üreget, majd az információkat átvette Buckó Emmi (1970). Halász Árpád az üreg helyét úgy jellemezte, hogy a Cser-hegyen, azaz a Kerék-hegyen, annak háromszögelési pontjától ÉNy-ra 170 m-re fekszik az üreg. A hegyen azóta felépült antennarendszer a háromszögelési pontot megsemmisítette, az irány pontosítása pedig a hegycsúcstól 345° azimut a kúp romja felé. Magát a kúpot 15–20 m széles, 2–3 m magas képződménynek írta le, erről fényképet is készített, amelyen a füves térségből fehéren kiemelkedve látszódott a kúp. Azóta a felismerhetőség határáig lerombolták és az egész környéket feketefenyővel betelepítették.
A barlang felül nyitott kürtő volt, felső részén 1 m széles, a törmelék alkotta aljánál, fokozatos tágulás után már 180 cm széles. Az akkor ismert mélysége 5 m volt. Aljából K felé vízszintes, járható nyílás vezetett a kúp oldalához. Oldalában 50 cm átmérőjű gömbfülkék voltak. Az általa leírt barlangról vázlatrajz is készült.
Az 1976-ban befejezett, Magyarország barlangleltára című kéziratban az van írva, hogy Tihanyban, a Cser-hegy háromszögelési pontjától ÉNy-ra kb. 170 m-re van. A bejárat a gejzírkúp K-i oldalán található. A gejziritben keletkezett, oldalt nyitott forráskürtő 6 m hosszú, 1 m széles és 5 m magas. A kézirat barlangra vonatkozó része 1 publikáció alapján lett írva. 1983-ban Eszterhás István azonosította a 20 évvel korábban leírt, azóta jelentősen megváltozott üreget, illetve annak romját. Az 1984-ben megjelent, Magyarország barlangjai című könyv országos barlanglistájában meg van említve a rombarlang Cser-hegyi gejzírkúp ürege néven. A listához kapcsolódóan látható a Déli-Bakony, a Balaton-felvidék és a Keszthelyi-hegység barlangjainak földrajzi elhelyezkedését bemutató 1:500 000-es méretarányú térképen a rombarlang földrajzi elhelyezkedése.
Az 1984-ben kiadott, Lista a Bakony barlangjairól című összeállításban Kerék-hegyi-gejzirüreg a 4463-as barlangkataszteri területen, a Tihanyi-félszigeten, Tihanyban lévő üreg neve, amelynek további nevei Cser-hegyi gejzirkup ürege, Cser-hegyi-forráskürtő és 2/1-barlang. A posztvulkánikus üreg be van omlasztva.
Az Eszterhás István által 1989-ban írt, Magyarország nemkarsztos barlangjainak listája című kéziratban az olvasható, hogy a Bakony hegységben, a 4463-as barlangkataszteri területen, Tihanyban létezett Kerék-hegyi-gejzirüreg gejziritben alakult ki. Az ismeretlen méretű barlang szét van bontva. A listában meg van említve az a Magyarországon, nem karsztkőzetben kialakult, létrehozott 220 objektum (203 barlang és 17 mesterséges üreg), amelyek 1989. év végéig váltak ismertté. Magyarországon 40 barlang keletkezett gejziritben. Az összeállítás szerint Kordos László 1984-ben kiadott barlanglistájában fel van sorolva 119 olyan barlang is, amelyek nem karsztkőzetben jöttek létre.
Az Eszterhás István által 1993-ban írt, Magyarország nemkarsztos barlangjainak lajstroma című kéziratban meg van említve, hogy a Bakony hegységben, a 4463-as barlangkataszteri területen, Tihanyban helyezkedett el a Kerék-hegyi-gejzírüreg. A gejziritben keletkezett barlang szét van bontva. Az összeállításban fel van sorolva az a Magyarországon, nem karsztkőzetben kialakult, létrehozott 520 objektum (478 barlang és 42 mesterséges üreg), amelyek 1993 végéig ismertté váltak. Magyarországon 40 barlang, illetve mesterségesen létrehozott, barlangnak nevezett üreg alakult ki, lett kialakítva gejziritben. A Bakony hegységben 123 barlang jött létre nem karsztkőzetben. A 2001. november 12-én készült, Magyarország nemkarsztos barlangjainak irodalomjegyzéke című kézirat barlangnévmutatójában szerepel a Kerék-hegyi-gejzírüreg. A barlangnévmutatóban fel van sorolva 11 irodalmi mű, amelyek foglalkoznak az üreggel.

## További irodalom
- Buckó Emmi: A Tihanyi-félsziget geomorfológiája. In: Bialik István szerk.: Magyarázó a Balaton környéke 1:10.000 építésföldtani térképsorozatához – Tihany. A Magyar Állami Földtani Intézet kiadványa, Budapest, 1970. 47–55. old.
- Eszterhás István: A Tihanyi-félsziget barlangkatasztere. Kézirat, 1984. (A kézirat megtalálható a Magyar Karszt- és Barlangkutató Társulat Adattárában és a KvVM Barlang- és Földtani Osztályon.) (Néhány oldallal és fényképpel bővebb, mint az 1987-es nyomtatott változat.)
- Eszterhás István: A Bakony nemkarsztos barlangjainak genotipusai és kataszteri jegyzéke. Kézirat. Budapest, 1986. Szerződéses munka az Országos Környezet- és Természetvédelmi Hivatalnak.
- Halász Árpád: A tihanyi gejziritek barlangüregei. Kézirat. Balatonfüred, 1959. (A kézirat megtalálható Zákonyi Ferenc magánkönyvtárában.)
- Halász Árpád: Tihany félsziget földtörténete. Kézirat, 1960. (A kézirat megtalálható a MÉV Adattárában, Pécs.)
- Halász Árpád: Jelentés a Tihanyi-félsziget barlangjainak tanulmányozásáról. Kézirat, 1967. (A kézirat megtalálható a Magyar Karszt- és Barlangkutató Társulat Adattárában.)
- Láng–Fodorné: A Tihanyi-félsziget földtani felépítése. In: Bialik István szerk.: Magyarázó a Balaton környéke 1:10.000 építésföldtani térképsorozatához – Tihany. A Magyar Állami Földtani Intézet kiadványa, Budapest, 1970. 15–36., 48–50., 91. old.